# Campionatul de fotbal al Regatului autonom Croația-Slavonia 1912-13
Prima Ediție a Campionatului de fotbal al Regatului autonom Croația-Slavonia a avut loc în 1912 și a fost organizat de Federația Croată de Fotbal.

## Clasament
| Loc | Club                  | M | V | E | Î | GM | GP | GD  | PCT |
| --- | --------------------- | - | - | - | - | -- | -- | --- | --- |
| 1   | HAŠK Zagreb           | 7 | 7 | 0 | 0 | 34 | 3  | +31 | 14  |
| 2   | HŠK Concordia         | 6 | 5 | 0 | 1 | 26 | 4  | +22 | 10  |
| 3   | HŠK Građjanski Zagreb | 7 | 2 | 1 | 4 | 9  | 23 | -14 | 5   |
| 4   | AŠK Croatia Zagreb    | 6 | 1 | 1 | 4 | 8  | 19 | -11 | 3   |
| 5   | HŠK Ilirija Zagreb    | 3 | 1 | 0 | 2 | 5  | 8  | -3  | 2   |
| 6   | Tipografski SK Zagreb | 7 | 1 | 0 | 6 | 6  | 31 | -25 | 2   |